# Arctanthemum kurilense
Arctanthemum kurilense là một loài thực vật có hoa trong họ Cúc. Loài này được (Tzvelev) Tzvelev mô tả khoa học đầu tiên năm 1985.